# Province d'Echizen
La province d'Echizen (越前国, Echizen no kuni) est une ancienne province du Japon qui correspond à la moitié nord de l'actuelle préfecture de Fukui.
Echizen est célèbre pour son papier produit traditionnellement (washi), et ce depuis des siècles : un texte daté de 774 mentionne le washi produit dans cette région. Encore aujourd'hui, le washi produit en Echizen est toujours le papier traditionnel le plus vendu au Japon.
Echizen est aussi connue pour ses céramiques. Elle est l'un des six anciens sites de production du Japon — les autres étant Shigaraki, Bizen, Seto, Tamba et Tokoname — et est par conséquent très connue dans la communauté des céramistes japonais et internationaux.
On suppose que l'ancienne capitale se situait près de Takefu, mais la province fut divisée en de nombreux fiefs durant l'époque Sengoku où la ville d'Ichijo no Dami était la ville principale de la province tandis que, durant l'époque d'Edo, le daimyō maintenait son siège à Fukui.
La province a été contrôlée successivement par le clan Shiba, le clan Asakura et le clan Oda à partir de 1573.